# Вестоферледінген
Вестоферледінген (нім. Westoverledingen) — сільська громада в Німеччині, розташована в землі Нижня Саксонія. Входить до складу району Лер.
Площа — 111,9 км2. Населення становить 21 539 ос. (станом на 31 грудня 2021).